# Arbeiter-Zeitung (Aachen)
Die Aachener Arbeiter-Zeitung erschien von 1924 bis 1933. Sie wurde in Aachen als Tageszeitung der Kommunistischen Partei Deutschlands (KPD) für den Regierungsbezirk Aachen herausgegeben. Der Titel lautete zunächst Aachener Arbeiter-Zeitung (Jahrgänge 1924 und 1925), später Arbeiter-Zeitung (Jahrgänge 1926 bis 1933).

## Geschichte
Als Tageszeitung dokumentierte die Zeitung die Aktivitäten der Kommunisten im Raum Aachen/Düren während der Weimarer Republik. Nach der Machtergreifung Hitlers wurde die Zeitung ab dem 22. Februar 1933 verboten.
Die Aachener Arbeiter-Zeitung erschien als Kopfblatt der Zeitung Sozialistische Republik in Köln. Lediglich der Lokalteil wurde von der Redaktion in Aachen selbst erstellt.
Der Einzelpreis der Zeitung lag bei 10 Pfennig. Im Abonnement konnte die Zeitung für eine Mark einen halben Monat abonniert werden. Die Zeitung finanzierte sich auch über Anzeigen. Es finden sich Anzeigen von Einzelhändlern aus Aachen, Alsdorf, Haaren, Eschweiler und Stolberg. Aber auch größere Anzeigen, z. B. Tabakwerbung der Marke Halpaus, des Ufa Palast Aachen bzw. des Kaufhauses Leonhard Tietz Aachen.
Beilagen der Arbeiter-Zeitung waren:
- Der Rote Stern (illustriert)
- Der kommunistische Gewerkschafter
- Die Kommunistin
- Der Genossenschafter
- Die große Solidarität
- Der Bundschuh

## Redaktion
Um 1924/1925 war Peter Stahl (1885–1952) Redakteur. Verantwortlich für den gesamten Inhalt der Zeitung war 1927 der KPD-Stadtverordnete Heinrich Begasse, für Anzeigen Paul Charell. Die Geschäftsstelle der Arbeiter-Zeitung befand sich 1927 in Aachen, Peterstraße 111. Im September 1928 war der promovierte Volkswirtschaftler Julius Klepper  (1897–1960) der verantwortliche Redakteur. Im März 1929 war Mathias Schneider (* 1900) verantwortlich für das Ressort Politik. Im Oktober 1929 August Duschek (1906–1989). Im Jahr 1931 war Hans Staß aus Aachen für den Inhalt der Zeitung verantwortlich. Die Redaktion befand sich zu dieser Zeit in Aachen, Stiftstraße 21. Letzter Redakteur der Arbeiter-Zeitung war Arthur May (1902–1933), der politische Leiter der Aachener KPD. Er wurde am 22. Juni 1933  von den Nationalsozialisten ermordet.

## Verlag
Verleger der Zeitung war 1927 die Aachener Zeitungs- und Bücherverlags GmbH, Peterstraße 111. Gedruckt wurde die Zeitung von der „Peuvag“ (Papier-Erzeugungs- und Verwertungs AG) Berlin, Filiale: Köln, Aquinostraße 11. Im Jahr 1931 erfolgten Druck und Verlag von der Colonia-Verlag GmbH Köln, Aquinostraße 11.

## Mitarbeiter
Maria Blum

## Archive
- Im Landesarchiv NRW in Duisburg, Abteilung Rheinland, Bestand 211.01.00, Permalink 783, finden sich Aachener Arbeiter-Zeitungen, unter dem Aktenzeichen: II/220a, Regierung Aachen Präsidialbüro und Sondergruppen → 11 Polizei → e) Presse, Zensur, aus den Jahren 1924–1925.
- Im Stadtarchiv Aachen finden sich unter der Signatur: ZTG 6, 12 Bände der Arbeiter Zeitung aus der Laufzeit: 2. Januar 1926 – 31. Dezember 1930 (mit Lücken).